# Stav-Sloboda, Radomîșl
Stav-Sloboda (în ucraineană Став-Слобода) este un sat în comuna Koceriv din raionul Radomîșl, regiunea Jîtomîr, Ucraina.

## Demografie
Componența lingvistică a localității Stav-Sloboda
     Ucraineană (98,95%)
     Rusă (1,05%)
Conform recensământului din 2001, majoritatea populației localității Stav-Sloboda era vorbitoare de ucraineană (98,95%), existând în minoritate și vorbitori de rusă (1,05%).